# Khatia Buniatishvili
Khatia Buniatishvili ou Buniatichvili (en géorgien : ხატია ბუნიათიშვილი, /xɑtˈiɑ buniɑtʰiʃvili/, Khatia Bouniatichvili), née le 21 juin 1987 à Batoumi en République socialiste soviétique de Géorgie, est une pianiste concertiste géorgienne également naturalisée française.

## Biographie

### Origines et famille
Khatia Buniatishvili est la fille d'une informaticienne et d'un ingénieur électricien. Sa sœur aînée, Gvantsa Buniatishvili, est également pianiste concertiste. 
Émigrée géorgienne vers la France, Khatia Buniatishvili vit de 2011 à 2023 à Paris. En février 2017, elle acquiert la nationalité française. Elle déclare : « Je pense que la France est un pays qui mélange créativité et droits de l'homme. Les deux ensemble, c'est rare dans un pays. »
Dans le courant de l'année 2023, elle met en suspens les tournées en raison de sa grossesse. Après la naissance de sa fille Charlotte en juin 2023, elle les reprend en août 2023. Depuis, elle habite avec son compagnon sur les hauteurs de Montreux (Canton de Vaud).

### Formation
Comme sa sœur, Khatia Buniatishvili commence le piano à l'âge de trois ans avec sa mère et donne son premier concert avec l'orchestre de chambre de Tbilissi à l'âge de six ans. Entre onze et quinze ans, elle arrête l'école en Géorgie, pour suivre une formation intensive avec le pianiste et pédagogue français d'origine hongroise Michel Sogny à la Villa Schindler en Autriche. En 2001, avec sa sœur Gvantsa, elle participe au concert organisé par la Fondation SOS Talents à Neuilly. La même année à Paris, la fondation de Michel Sogny la présente avec sa sœur Gvantsa et Yana Vassilieva au Théâtre des Champs-Élysées dans le cadre d'une soirée présentée par Stéphane Bern. De retour en Géorgie, elle poursuit ses études à l'École centrale de musique de Tbilissi avec Tengiz Amirejibi, elle entre en 2004 au conservatoire d'État de Tbilissi puis à Vienne en 2006 à l'université de musique et des arts du spectacle de Vienne. De 2007 à 2010, elle travaille avec le pianiste Oleg Maisenberg à l'Académie de musique et d'art dramatique de Vienne.

### Représentations
À partir de 2002, Khatia Buniatishvili participe à des festivals de musique dont celui de Montreux en 2002 (organisé par Michel Sogny) puis celui de Gstaad (en 2003, 2004, 2011 et 2012), en tant que soliste ou que concertante dans l'orchestre du festival, tenant les parties de piano et même d'orgue dans des œuvres orchestrales, sous la direction de Iouri Temirkanov. En 2008, après son prix au concours international de piano Arthur-Rubinstein, elle débute aux États-Unis au Carnegie Hall de New York avec le Concerto pour piano no 2 de Frédéric Chopin, et donne en 2009 son premier récital au Festival de La Roque-d'Anthéron, auquel elle est réinvitée en 2010 et 2011.
Outre sa carrière de soliste, elle se produit comme chambriste, en duo avec le violoniste Renaud Capuçon, en trio avec le violoniste Gidon Kremer et la violoncelliste Giedrė Dirvanauskaitė (en), en quintette avec le quatuor Pavel Haas, à quatre mains et deux pianos avec sa sœur Gvantsa Buniatishvili. Le 15 mars 2015, à l'issue de l'interprétation du 3e concerto pour piano et orchestre de Beethoven avec l'orchestre régional de Cannes-Provence-Alpes-Côte d'Azur, elle est sollicitée par les musiciens comme marraine de l'orchestre, succédant à Brigitte Engerer. Le 13 janvier 2017, elle revient jouer avec l'orchestre de Cannes le Concerto pour piano no 10 de Mozart, accompagnée de sa sœur Gvantsa avec qui elle joue depuis l’âge de 9 ans. Elle se produit à Paris aux concerts de la tour Eiffel des 14 juillet 2018, 14 juillet 2019, 14 juillet 2020 et 14 juillet 2024

### Présence dans les médias
Khatia Buniatishvili est connue du grand public par son tempéramment affirmé et son sens de la communication : elle étend son répertoire à des œuvres de la musique de variété. Elle « est aujourd’hui l'une des pianistes les plus sollicitées, tant par les médias que par les plus grandes salles du monde. On la voit sur les plateaux de télévision ou à la Une des magazines : la pianiste Khatia Buniatishvili rejoint le cercle très restreint des artistes de musique classique qui se font entendre au-delà de la sphère des mélomanes avertis. ». En 2017, elle est présente dans les émissions À la bonne heure de Stéphane Bern, de la chaîne KTO, de la chaîne France 24, de la chaîne Arte, dans l'émission Le Petit Journal de Yann Barthès ; en 2018, dans l'émission 20 h 30 le dimanche de Laurent Delahousse ; en 2019, dans l'émission 64' Le Monde en français de la chaîne TV5 Monde, dans l'émission C à vous d' Anne-Élisabeth Lemoine, dans l'émission On n'est pas couché de Laurent Ruquier, « star » dans l'émission Le Grand Échiquier d'Anne-Sophie Lapix sur France 2 où elle joue avec sa sœur Gvantsa ; en 2020, de Radio Classique, de France Musique, d'Ophélie Meunier sur RTL.
Polyglotte, Khatia donne couramment ses interviews en français, allemand, anglais ou russe.

## Style
Khatia Buniatishvili divise la critique : elle y est tantôt encensée, tantôt critiquée. Qualifiée de « pop-star du classique », de « rock star » (terme qu'elle préfère), ou encore de « Beyoncé du piano » à cause de ses tenues peu courantes dans le classique et ses interprétations fougueuses,,.
De son pays natal, la Georgie, Khatia Buniatishvili retient dans son jeu la chaleur, une certaine tristesse aussi. Elle voit le piano comme un instrument sombre (« noir », dit-elle même), et solitaire.
La critique du magazine Paris Match est éblouie par le génie musical de l'artiste autant que par son apparence : « Différente, Khatia Buniatishvili ne l’est pas seulement par son look, mais aussi par son interprétation qui agace parfois les puristes. Une inimitable façon de projeter des couleurs inattendues sur une partition, en s’émancipant des sacro-saintes indications. »
La critique du quotidien Le Monde écrit : « Khatia Buniatishvili possède une technique digitale qui lui permet de prendre un cran au-dessus les œuvres de grande virtuosité comme la Mephisto-Valse de Liszt, qu'elle joue à la façon imagée d'un cartoon. Et c'est insupportable : que de caricature sous couvert de forte personnalité. »
Khatia Buniatishvili joue la plupart du temps les yeux fermés : « Sur scène […] je me donne complètement, je m'abandonne les yeux fermés, je deviens immatérielle. La sonorité est pour moi une sorte de méditation. La rigueur, le contrôle total, ce n'est pas du plaisir. »

## Prix et récompenses
- 2003, prix spécial du concours Horowitz pour piano de Kiev.
- 2005, deuxième prix du concours de piano de Tbilissi
- 2008, troisième prix et prix du public du 12e concours international de piano Arthur-Rubinstein à Tel Aviv-Jaffa[33] pour son interprétation d'une pièce de Chopin
- 2010, prix Borletti-Buitoni Trust[34]
- 2012, vainqueur du prix ECHO-Klassik pour son album Liszt
- 2016, vainqueur du prix ECHO-Klassik pour son album Kaléidoscope[35].

## Honneurs
L'astéroïde (56095) Buniatishvili est nommé en son honneur.

## Discographie
- Enregistrement de 2010 publié en 2011 : Franz Liszt, Liebestraum no 3 (Rêve d'amour no 3), Sonate en si mineur, Mephisto-Valse no 1, etc. (Sony Classical).
Critique (5 diapasons) d'Étienne Moreau dans le magazine Diapason no 593 de juillet-août 2011, p. 91 et 92 : « […] Avec de telles facilités et une telle nature, un peu de temps, de patience aussi, fera peut-être de Khatia Buniatishvili un grand nom du piano ».
- Enregistrement publié en 2012 : Frédéric Chopin (Sony Classical).
Critique (3 diapasons) de Bertrand Boissard dans le magazine Diapason no 605 de septembre 2012, p. 92 : « […] Des moyens enviables, mais il reste à Khatia Buniatishvili à les dompter, et à maîtriser un style pas toujours très sûr ».
- Enregistrement de 2013 publié en 2014 : Motherland (Sony Classical) (œuvres de Bach, Chopin, Debussy, Dvořák, Liszt, Brahms, Ravel, Scriabine, Pärt…).
Critique (4 diapasons) de Laurent Marcinik dans le magazine Diapason no 625 de juin 2014, p. 127 et 128 : « […] Ensemble inégal, mais bien plus personnel et attachant que les vues extérieures offertes par les précédents albums Liszt et Chopin ».
- Enregistrement de 2015 publié en 2016 : Kaléidoscope, avec les versions pour piano seul des Tableaux d'une exposition (Modeste Moussorgski), de La Valse (Maurice Ravel) et de Trois mouvements de Petrouchka (Igor Stravinsky)[37] (Sony Classical).
Critique (3 diapasons) de Bertrand Boissard dans le magazine Diapason no 644 de mars 2016, p. 108 et 109 : « Khatia Buniatishvili est une des pianistes les plus controversées du moment : d'indéniables moyens, une personnalité affirmée mais aussi une inspiration souvent mal canalisée et un jeu parfois brouillon au concert. La tigresse géorgienne n'est pas une styliste […] ».
- Enregistrement de 2017 publié en 2017 : Sergueï Rachmaninov - Concertos pour piano nos 2 et 3 (Sony Classical).
Critique (4 diapasons) d'Alain Lompech dans le magazine Diapason no 657 de mai 2017, p. 117 et 118 : « […] Si les défauts de Khatia Buniatishvili ne sont pas effacés, la concentration dans le travail du disque aidant, ils se transforment ici en un tout excitant. Chaque mesure est investie par une présence agissante, chaque phrase pousse vers la suivante, chaque nuance est sentie, chaque idée soutenue. […] Buniatishvili joue comme elle est. Ses emportements, sa véhémence, son électricité comme ses moments de rêverie ne sont pas étudiés : ils sont vivants […] ».
- Enregistrement de 2018 publié en 2019 : Franz Schubert (Sony Classical).
Critique (2 diapasons) de Bertrand Boissard dans le magazine Diapason no 679 de mai 2019, p. 109 : « […] Lasse de s'entendre reprocher une certaine tendance à pulvériser les records de vitesse, Buniatishvili veut-elle montrer qu'elle peut aussi être une championne de la lenteur ? Elle se révèle alors incapable de soutenir le propos […] ».
- Enregistrement de 2020, publié en 2020 : Labyrinth (Sony), œuvres de Morricone, Satie, Chopin, Ligeti, Bach, Rachmaninoff, Gainsbourg, Couperin, Brahms, Pärt, Glass, Scarlatti, Liszt, Cage).
- En 2024, parution de son album Mozart, Piano Concertos No.20 & No.23 avec l'Academy of St Martin in the Fields (Sony Classical)

### Participations à d'autres enregistrements
- 2010 : Hymns and Prayers, album de Stevan Kovacs Tickmayer, musiques de César Franck et Guia Kancheli (ECM).
- Enregistrement de 2010 publié en 2011 : Piotr Ilitch Tchaïkovski / Victor Kissine, Trios pour piano, avec Gidon Kremer au violon et Giedrė Dirvanauskaitė (en) au violoncelle (ECM).
Critique (2 diapasons) d'Étienne Moreau dans le magazine Diapason no 594 de septembre 2011, p. 118 : « […] Chaque instrumentiste ne manque pas une occasion de se regarder dans le miroir de son propre son - un narcissisme très décevant venant d'artistes d'une telle carrure […] ».
- Enregistrement de 2014 publié en 2014 : Renaud Capuçon et Khatia Buniatishvili : Sonates pour violon et piano de César Franck, Édouard Grieg, Antonín Dvořák (Erato/Warner Music).
Critique (3 diapasons) de Nicolas Derny dans le magazine Diapason no 630 de décembre 2014, p. 101 : « Si la virtuosité de Buniatishvili fait son effet dans certains passages du finale, malgré la rudesse de ses haussements de ton (péché assez peu mignon que l'on retrouve tout au long du disque), la pianiste se pose en victime consentante de la prise de son en s'effaçant trop souvent d'elle-même ».
- 2015 : Coldplay album Head Full Of Dreams track Kaleidoscope (Parlophone records).

## Filmographie
- 2019 : Mon inconnue de Hugo Gélin : elle-même

## Pour approfondir